# Serie C 1949-1950 (pallacanestro maschile)
Il campionato di Serie C di pallacanestro maschile 1949-1950 è stato il secondo organizzato in Italia. La prima fase di qualificazione è a base regionale. Le prime due classificate di ciascun girone regionale saranno raggruppate in nove concentramenti interregionali. Le vincenti di questi nove concentramenti saranno raggruppate in tre concentramenti finali da tre squadre ciascuno, con partite di sola andata, saranno promosse le prime classificate di ogni girone che in seguito si disputeranno il titolo italiano di Serie C.

## Gironi regionali qualificazione

### Girone Pugliese

#### Classifica A
|  |    | Classifica finale 1949-1950 | Pt | G | V | N | P | PtF | PtS |
|  | -- | --------------------------- | -- | - | - | - | - | --- | --- |
|  | 1. | CUS Bari                    | 10 | 6 | 5 | 0 | 1 | 166 | 157 |
|  | 2. | Aeronautica Bari            | 8  | 6 | 4 | 0 | 2 | 200 | 177 |
|  | 3. | G.S. Savoia Foggia          | 4  | 6 | 2 | 0 | 4 | 185 | 188 |
|  | 4. | Libertas Toritto            | 2  | 6 | 1 | 0 | 5 | 169 | 199 |

#### Classifica B
|  |    | Classifica finale 1949-1950 | Pt | G | V | N | P | PtF | PtS |
|  | -- | --------------------------- | -- | - | - | - | - | --- | --- |
|  | 1. | Cestistica INA Taranto      | 10 | 6 | 5 | 0 | 1 | 197 | 128 |
|  | 2. | CSI Taranto*                | 6  | 6 | 3 | 0 | 3 | 202 | 173 |
|  | 3. | Vasco Monopoli              | 6  | 6 | 3 | 0 | 3 | 173 | 198 |
|  | 4. | Libertas Brindisi           | 2  | 6 | 1 | 0 | 5 | 179 | 252 |

- Il CSI Taranto vince lo spareggio contro il Vasco Monopoli (34-26) per la seconda posizione

#### Classifica Finale
|  |    | Classifica finale 1949-1950 | Pt | G | V | N | P | PtF | PtS |
|  | -- | --------------------------- | -- | - | - | - | - | --- | --- |
|  | 1. | Cestistica INA Taranto      | 6  | 3 | 3 | 0 | 0 | 95  | 69  |
|  | 2. | CSI Taranto*                | 4  | 3 | 2 | 0 | 1 | 84  | 83  |
|  | 3. | Aeronautica Bari            | 2  | 3 | 1 | 0 | 2 | 101 | 108 |
|  | 4. | CUS Bari                    | 0  | 3 | 0 | 0 | 3 | 53  | 73  |

### Girone Laziale
|  |    | Classifica finale 1949-1950 | Pt | G  | V  | N | P  | PtF | PtS |
|  | -- | --------------------------- | -- | -- | -- | - | -- | --- | --- |
|  | 1. | Italcable Roma              | 25 | 14 | 12 | 1 | 1  | 568 | 396 |
|  | 2. | Caserma Romagnoli Roma      | 20 | 14 | 10 | 0 | 4  | 482 | 448 |
|  | 3. | B.P.D. Colleferro           | 16 | 14 | 8  | 0 | 6  | 440 | 399 |
|  | 4. | P.T.T. Roma                 | 12 | 14 | 5  | 2 | 7  | 349 | 390 |
|  | 5. | Formia                      | 12 | 14 | 6  | 0 | 8  | 395 | 472 |
|  | 6. | Latina                      | 10 | 14 | 5  | 0 | 9  | 369 | 401 |
|  | 7. | Guidonia                    | 9  | 14 | 3  | 3 | 8  | 317 | 394 |
|  | 8. | CUS Roma                    | 8  | 14 | 4  | 0 | 10 | 369 | 389 |

## Concentramenti Semifinali

### Terzo Concentramento

#### Risultati
| Roma 29 aprile 1950 | U.S.Orvietana | 35 – 19 | Cisa Viscosa Napoli |  |

| Roma 29 aprile 1950 | Italcable Roma | 53 – 35 | Aquila Cagliari |  |

#### Classifica
|  |    | Classifica finale 1949-1950 | Pt | G | V | N | P | PtF | PtS |
|  | -- | --------------------------- | -- | - | - | - | - | --- | --- |
|  | 1. | Italcable Roma              | 6  | 3 | 3 | 0 | 0 |     |     |
|  | 2. | U.S.Orvietana               | 4  | 3 | 2 | 0 | 1 |     |     |
|  | 3. | Aquila Cagliari             | 2  | 3 | 1 | 0 | 3 |     |     |
|  | 4. | Cisa Viscosa Napoli         | 0  | 3 | 0 | 0 | 3 |     |     |

### Ottavo Concentramento

#### Risultati
| Taranto 29 aprile 1950 | Cercolese Napoli | 32 – 26 | Chieti |  |

| Taranto 29 aprile 1950 | INA Taranto | 44 – 30 | Caserma Romagnoli Roma |  |

| Taranto 30 aprile 1950 | INA Taranto | 49 – 28 | Cercolese Napoli |  |

| Taranto 30 aprile 1950 | Caserma Romagnoli Roma | 40 – 36 | Chieti |  |

| Taranto 30 aprile 1950 | INA Taranto | 41 – 8 | Chieti |  |

| Taranto 30 aprile 1950 | Caserma Romagnoli Roma | 41 – 33 | Cercolese Napoli |  |

#### Classifica
|  |    | Classifica finale 1949-1950 | Pt | G | V | N | P | PtF | PtS |
|  | -- | --------------------------- | -- | - | - | - | - | --- | --- |
|  | 1. | INA Taranto                 | 6  | 3 | 3 | 0 | 0 | 134 | 66  |
|  | 2. | Caserma Romagnoli Roma      | 4  | 3 | 2 | 0 | 1 | 111 | 113 |
|  | 3. | Cercolese Napoli            | 2  | 3 | 1 | 0 | 3 | 93  | 116 |
|  | 4. | Pallacanestro Chieti        | 0  | 3 | 0 | 0 | 3 | 70  | 113 |

## Concentramenti Finali

### Primo concentramento

#### Risultati
| Mantova 14 maggio 1950 | Reyer Venezia B | 52 – 30 | Canottieri Casale |  |

| Mantova 15 maggio 1950 | Reyer Venezia B | 29 – 28 | Dopolavoro Ferroviario Trieste |  |

| Mantova 15 maggio 1950 | DL Ferroviario Trieste | 29 – 28 | Canottieri Casale |  |

#### Classifica
|  |    | Classifica finale 1949-1950   | Pt | G | V | N | P | PtF | PtS |
|  | -- | ----------------------------- | -- | - | - | - | - | --- | --- |
|  | 1. | Reyer Venezia B               | 4  | 2 | 2 | 0 | 0 | 81  | 58  |
|  | 2. | Dopolavoro Ferrovieri Trieste | 2  | 2 | 1 | 0 | 1 | 73  | 55  |
|  | 3. | Canottieri Basket Casale      | 0  | 2 | 0 | 0 | 2 | 56  | 97  |

### Secondo concentramento
a Pesaro
OARE Bologna; U.S. Muggesana; D'Alessandro Teramo
Vinto  dall'OARE Bologna

### Terzo concentramento
a Marigliano
CUS Palermo; INA Taranto; Italcable Roma
Vinto  dall'Italcable Roma

## Finali per il titolo
| Firenze 6 giugno 1950 | OARE Bologna | 38 – 24 | Italcable Roma |  |

| Firenze 6 giugno 1950 | Reyer Venezia B | 37 – 31 | Italcable Roma |  |

| Firenze 6 giugno 1950 | Reyer Venezia B | 48 – 47 | OARE Bologna |  |

### Classifica
|  |    | Classifica finale 1949-1950 | Pt | G | V | N | P | PtF | PtS |
|  | -- | --------------------------- | -- | - | - | - | - | --- | --- |
|  | 1. | Reyer Venezia B             | 4  | 2 | 2 | 0 | 0 | 85  | 78  |
|  | 2. | O.A.R.E. Bologna            | 2  | 2 | 1 | 0 | 1 | 85  | 71  |
|  | 3. | Italcable Roma              | 0  | 2 | 0 | 0 | 2 | 55  | 75  |

- Quella di Firenze era una ripetizione della finale per il titolo tenuta una settimana prima ad Arezzo che si era conclusa con le tre squadre in parità

## Verdetti
- La Reyer Venezia B vince lo scudetto della Serie C
  - Vengono promosse in Serie B: Dopolavoro Ferroviario Trieste (dopo la rinuncia della Reyer Venezia B); Officine Automezzi Riparazione Esercito Bologna; Italcable Roma e il Canottieri Basket Casale (vincente un torneo di prequalificazione giocato a Roma il 22 ottobre 1950 con CUS Palermo e D'Alessandro Teramo)

## Fonti
- Il Corriere dello Sport edizione 1949-50
- La Gazzetta del Mezzogiorno edizione 1949-50